# Bacamarte (futebolista)
José Lúcio Santos, mais conhecido como Bacamarte, (Nazaré, 4 de janeiro de 1929 — 30 de agosto de 1969) foi um futebolista brasileiro que atuava como zagueiro. Foi mais conhecido pelas passagens no Bahia, onde ganhou vários estaduais e o Campeonato Brasileiro de 1959.

## Títulos
Bahia
- Campeonato Baiano: 1952, 1954, 1956, 1958, 1959 e 1960
- Campeonato Brasileiro: 1959